# Скригнатка лазурова
Скригнатка лазурова (Passerina amoena) — вид горобцеподібних птахів родини кардиналових (Cardinalidae).

## Поширення
Птах гніздиться у західних регіонах США, на південному заході Канади та у Нижній Каліфорнії в Мексиці. На зимівлю мігрує до південних штатів США та до Мексики. Середовище проживання — чагарники, іноді забур'янені пасовища та пустощі, а іноді й у містах.

## Опис
Дрібний птах, завдовжки близько 13-15 см, вагою 13-18 г. Дзьоб короткий, конічної форми. Самець з яскраво-блакитною головою та спиною, білими крилами, а також його світло-іржавими грудьми та білим черевом. Самиця коричнева, сіріша зверху і світліша знизу.

## Спосіб життя
Трапляється невеликими зграйками. Харчується різноманітним насінням (міцний дзьоб дозволяє розкрити навіть найміцніше насіння), комахами та фруктами. Кормиться на землі або в кущах, але від небезпеки переховується на кронах дерев. Він гніздиться на кущах або деревах, зазвичай на висоті від 1 до 3 м над землею, а чашоподібне гніздо складається з трав і гілок. У кладці три-чотири блідо-блакитні яйця.